# Saint-Martin-le-Nœud
Saint-Martin-le-Nœud település Franciaországban, Oise megyében. Lakosainak száma 1080 fő (2022. január 1.). Saint-Martin-le-Nœud Allonne, Beauvais, Berneuil-en-Bray, Frocourt, Saint-Léger-en-Bray, Aux Marais és Auneuil községekkel határos.

## Népesség
A település népessége az elmúlt években az alábbi módon változott:
| Lakosok száma | 1028 | 1047 | 1066 | 1040 | 1039 | 1033 | 1025 | 1053 | 1080 |
|               | 2013 | 2015 | 2016 | 2017 | 2018 | 2019 | 2020 | 2021 | 2022 |